# تشارلز فافر
تشارلز فافر (بالفرنسية: Charles Favre )‏ (و. 1957 – م) هو سياسي، من سويسرا، ولد في لوزان.

## مناصب
تولى منصب عضو المجلس الوطني السويسري.